# Peridroma impacta
Peridroma impacta är en fjärilsart som beskrevs av Walker 1857. Peridroma impacta ingår i släktet Peridroma och familjen nattflyn. Inga underarter finns listade i Catalogue of Life.